# Säterjäntan
Säterjäntan är en svensk stumfilm från 1912 regisserad av John Ekman. 

## Handling
Filmen är ett kärleks- och svartsjukedrama. Den rika bonddottern Ragna är förälskad i sonen på granngården men denne avvisar henne och är i stället kär i vallpigan Karin. Ragna arrangerar så att Karin blir ertappad som tjuv och bortkörd från gården, för att ge plats åt Ragna som maka till Anders. Efter bröllopet spelas det upp till dans, och under dansen kommer en främling som dansar med Ragna. Dansen leder uppför en slänt på krönet stampar främlingen i marken och jorden öppnar sig med rök och flammor, alla deltagarna störtar ner i avgrunden. 

## Om filmen
Filmen var skådespelaren John Ekmans debut som filmregissör; ett år senare regisserade han Kammarjunkaren som kom att bli hans andra och sista regiuppgift för film. Filmen Säterjäntan blev ofullbordad på grund av inspelningstekniska svårigheter. Man visste inte hur man tekniskt skulle lösa problemet med avgrunden som uppslukar alla i eld och rök.

## Rollista i urval
- Ragnhild Owenberg-Lyche - Ragna, rik bonddotter
- Carlo Wieth - Anders, son till den rike grannen
- Greta Almroth - Karin, vallpiga hos Ragnas föräldrar
- Nils Elffors - Lars, dräng hos Ragnas föräldrar
- John Ekman - Främlingen, Hin Onde
- William Larsson - Ragnas far
- Stina Berg - Ragnas mor